# Roman (Neamț)
Pour les articles homonymes, voir Roman.
Roman (Romesmarkt en allemand, Románvásár en hongrois) est une ville roumaine du județ de Neamț, en Moldavie, peuplée de 50 713 habitants en 2011.

## Étymologie
On pense que son nom provient du nom du prince de Moldavie Roman Ier de Moldavie (1392-1394), son fondateur selon la tradition.

## Géographie
Roman est située dans la plaine moldave, sur la rive gauche de la Moldova, à quelques kilomètres de son confluent avec le Siret, à 46 km à l'est de Piatra Neamț, le chef-lieu du județ, à 42 km au nord de Bacău et à 86 km au sud-ouest de Iași.

## Histoire
(septembre 2016).
- 1234 Un acte non officiel catholique mentionne un diocèse orthodoxe (qualifié de « schismatique ») à cet endroit.
- Première apparition du nom Roman, dans la Première chronique de Novgorod (entre 1387 et 1392).
- 1355 La première église orthodoxe arménienne, plutôt une chapelle en bois, est probablement bâtie à l'emplacement de l'actuelle église arménienne.
- 1392 La ville est citée dans un document moldave, signé par le prince de Moldavie Roman Ier de Moldavie le 30 mars. Ce document est l'un des tout  premiers documents du jeune État de Moldavie, et porte une version très lisible du sceau de Moldavie, qui représente l'auroch, la lune, l'étoile et la fleur, toujours présents sur les armes de la Moldavie.
- 1408 Le 14 septembre, Alexandre Ier le Bon (Alexandru cel Bun) établit un nouveau diocèse.
- 1412 Les représentants de la population catholique, conduits par l'évêque de Baia, assistent au Concile de Constance.
- Étienne III le Grand (Ștefan) construit une nouvelle citadelle en pierre sur la rive gauche du Siret, en remplacement de l'ancienne en terre.
- 1458, 1465, 1488 Les actes officiels d'Étienne mentionnent la cathédrale Sainte Paraschiva de Roman.
- 1467 La citadelle résiste au siège de l'armée du roi Matthias Ier de Hongrie (Matthias Corvin).
- 1476 Une armée ottomane conduite par Mehmed II, assiège la citadelle, et les Moldaves battent en retraite.
- 1542 Petru Rareș ordonne la construction d'un nouveau siège épiscopal au même emplacement.
- 1558 Le 13 septembre, Johannes Künig, un missionnaire jésuite, écrit à son supérieur Claudio Acquaviva, pour lui décrire la division religieuse de la ville : des orthodoxes en majorité, avec des Arméniens et des Roms comme groupes importants et une poignée de Hongrois catholiques et des Allemands qui ne veulent pas rejoindre une communauté religieuse menée par des prêtres qui ne parlent pas leur langue.
- 1561 - 1563 Dernière mention de la vieille citadelle, sous le règne de Ioan Ier Despot-Vodă.
- 1562 Ioan Belusiuș, un agent de l'Empereur Ferdinand Ier d'Autriche, écrit à son maître que les droits des Catholiques ont été restaurés sous le règne de Despot-Voda (après des limitations importantes sous le règne d'Alexandru IV Lăpușneanu.
- 1569 Ruxandra, veuve d'Alexandru Lăpusneanu et régente, construit une église dédiée à la Sainte-Vierge (Precista Mare) au même emplacement que l'église homonyme actuelle.
- 1595 On construit l'église Sfinții Voievozi (en français : Saints Voïvodes).
- 1610 On construit l'église orthodoxe arménienne actuelle.
- 1623 Le missionnaire franciscain Andreas Bogoslavici écrit à Rome, et décrit les Catholiques romains comme des Hongrois qui comprennent et utilisent le roumain. Il semble que les Catholiques aient alors une église dédiée à saint Pierre.
- 1641 Le vicaire de Sofia, traversant Roman, compte 1 500 Orthodoxes orientaux, 450 Orthodoxes arméniens et 30 catholiques hongrois. Les Arméniens ont leur propre église, encore en place aujourd'hui.
- 1665 - 1671 L'évêque Dosoftei de Roman traduit les Psaumes en roumain.
- 1675 Dimitrie Cantacuzino, détruit la forteresses de Roman et toutes celles de Moldavie, suivant les ordres des Ottomans.
- 1691 En décembre, Miron Costin, l'un des premiers historiens et écrivains de langue roumaine, est décapité sur les ordres du prince Constantin Cantemir (le père de Dimitrie Cantemir). Costin était en prison, amené par Bărboși à Iași, où il espérait prouver son innocence ; quelque temps auparavant, son frère avait été tué à Iași, suspecté d'avoir voulu obtenir le trône pour lui-même. La statue qui marque l'endroit est maintenant cachée par une pyramide de verre bleue à côté de l'hôtel Roman.
- 1787 L'église actuelle Precista Mare est érigée.
- 1798 Le premier hôpital est construit à l'endroit où l'hôpital municipal Precista Mare est situé aujourd'hui.
- 1817 La Talmud Torah, l'une des premières écoles juives de la principauté de Moldavie, est inaugurée, un événement important en soi bien que la Moldavie ne reconnaisse pas la citoyenneté aux Juifs.
- 1869 La deuxième voie de chemin de fer dans la Roumanie unie ouvre en décembre, de Roman à Ițcani, (gare au nord de Suceava). Le 1er décembre, la gare de Roman, encore en service aujourd'hui, ouvre au public.
- 1870 Le 27 décembre, la voie de chemin de fer Bucarest-Roman, passant par Buzău, Brăila, Galați, Tecuci et Mărășești ouvre au public. C'est deux ans trop tôt car beaucoup de problèmes techniques apparaissent, mais elle est rétablie le 13 septembre 1872.
- 1872 Après qu'un gouvernement réticent a hésité à donner son accord, la première école secondaire de la ville, Roman-Vodă, ouvre le 30 septembre dans le bâtiment qui est encore aujourd'hui en service, celui de l'école numéro 1.
- 1897 Le gouvernement approuve la construction d'un nouveau bâtiment pour l'école secondaire Roman-Vodă.
- De 1938 à 1989, comme toute la Roumanie, Roman a souffert des régimes dictatoriaux carliste, fasciste et communiste, mais connaît à nouveau la démocratie et renaît économiquement et culturellement depuis la révolution de 1989 et depuis son entrée dans l’Union européenne en 2007.
- 1957 La production de l'usine de tubes d'acier Glavtrubostal, aujourd'hui Mittal Steel Roman SA, démarre. C'est le premier producteur roumain actuellement.
- 1962 Le muséum de sciences naturelles est fondé.
- 1968 Roman est inclus dans celui de Neamț (réforme administrative de Nicolae Ceaușescu).
- 1993 La statue de Roman Ier de Moldavie, maintenant un symbole de la ville, est érigée à côté de l'hôtel de ville.
- 2004 Une statue de Étienne III le Grand (Ștefan cel Mare) est érigée à l'entrée sud de la ville.

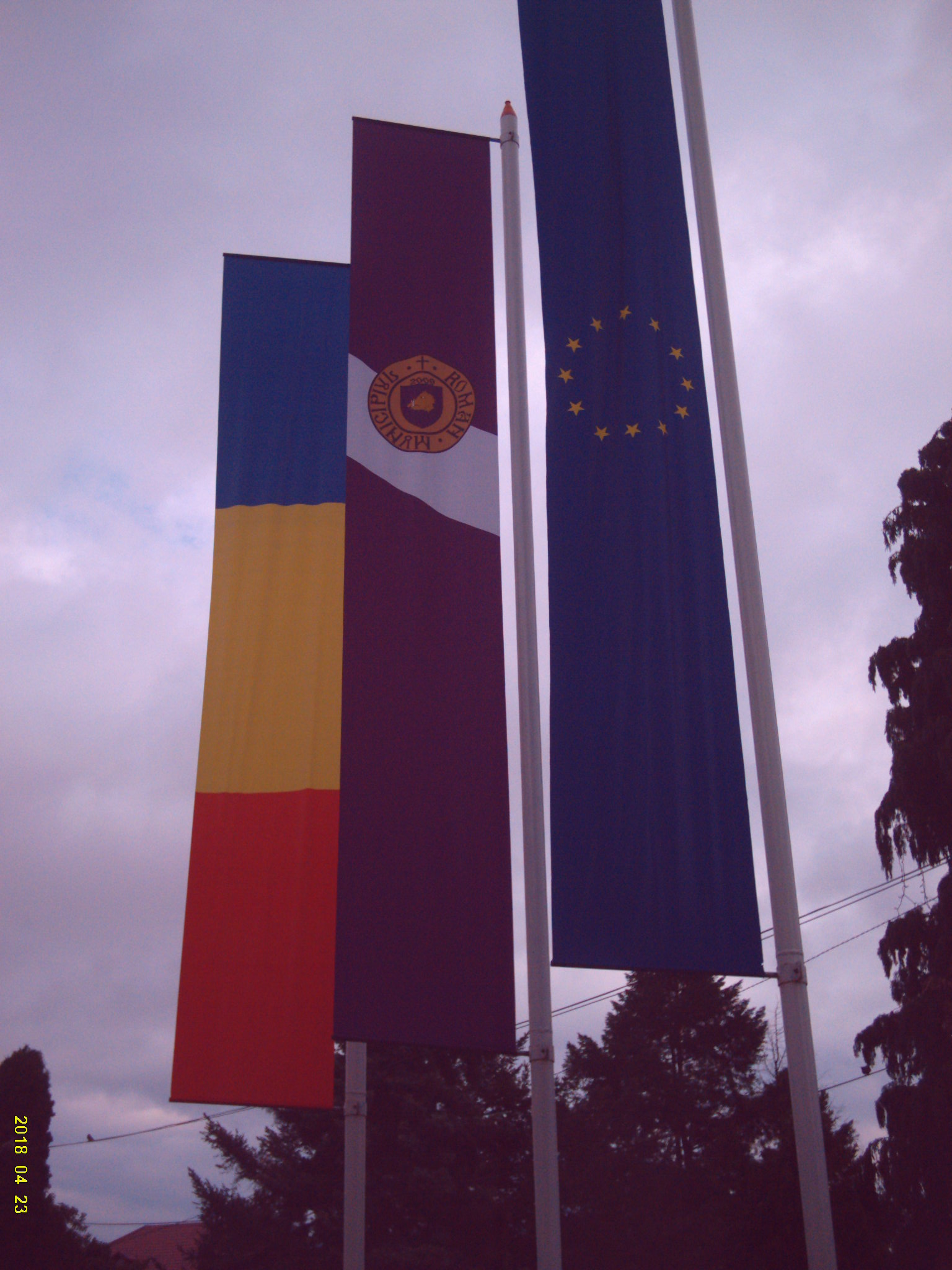
le drapeau de Roman.
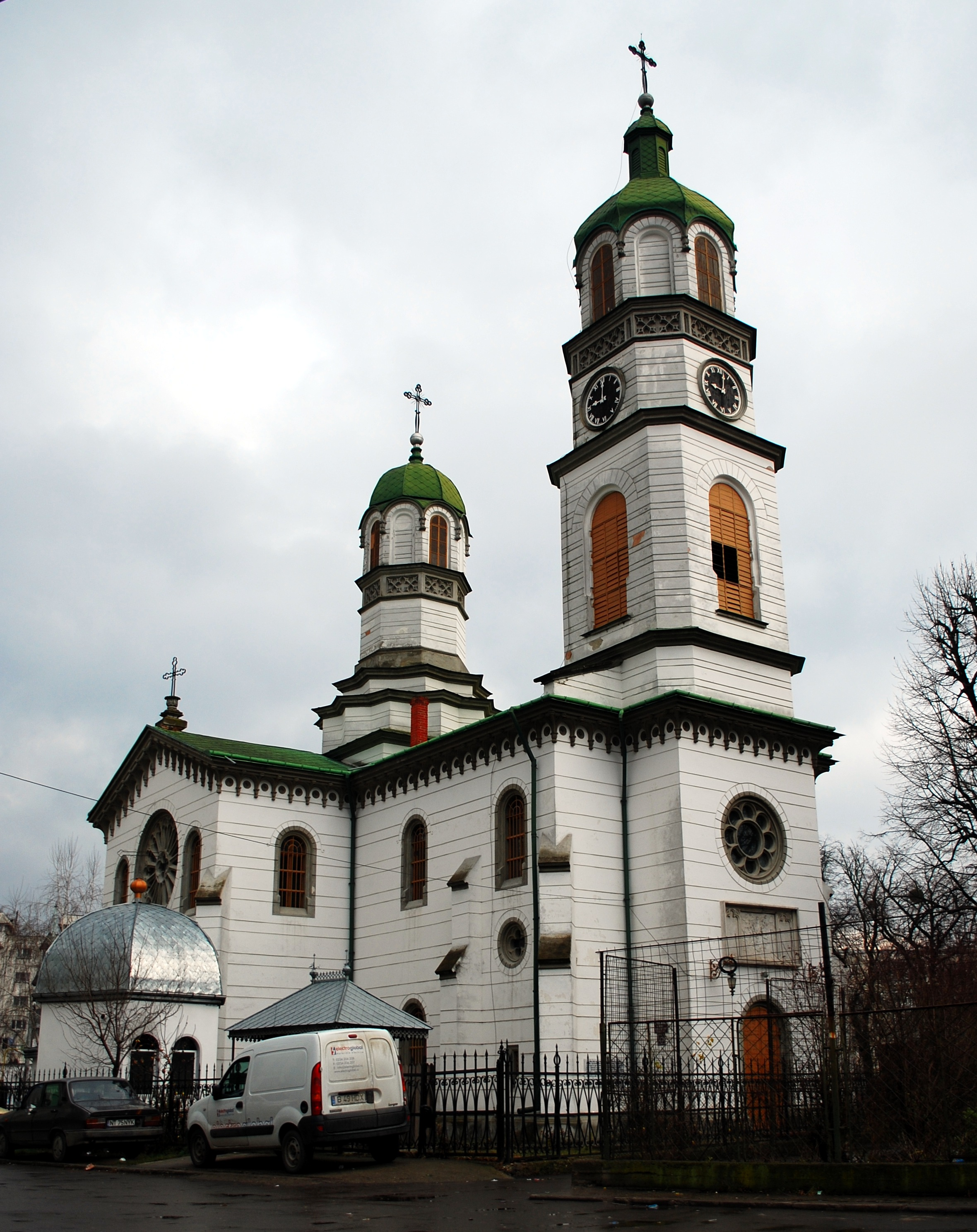

## Démographie
Jusqu'à la Seconde Guerre mondiale, la ville de Roman abrite une importante communauté juive (6 432 personnes en 1899, soit 39 % de la population totale, 5 563 personnes en 1930, soit 28 % de la population totale mais seulement 1 900 personnes en 1947).
En raison de la profonde crise économique qui a affecté la ville et de l'émigration qui s'est ensuivie après la révolution de 1989, la population de Roman subit une nette baisse.
Lors du recensement de 2011, Roman compte 50 713 habitants, dont 88,32 % s'identifient comme Roumains, 3,05 % comme Roms, alors que 8,15 % de la population l'appartenance ethnique n'est connue.

### Religions
Roman est le siège d'un archevêché orthodoxe (Arhiepiscopia Romanului), au sein de la province religieuse de Moldavie et Bucovine (Mitropolia Moldovei și Bucovinei).
En 2011, la population de la ville est à 80,22 % orthodoxe et à 10,48 % catholique, alors que pour 7,94 % de la population, l'appartenance religieuse n'est pas connue.

## Politique
| Parti | Parti                                                                            | Sièges |
| ----- | -------------------------------------------------------------------------------- | ------ |
|       | Parti national libéral (PNL)                                                     | 15     |
|       | Parti social-démocrate-Union nationale pour le progrès de la Roumanie (PSD-UNPR) | 6      |

## Économie
La situation économique de la ville s'est profondément détériorée depuis la crise due à la libéralisation de l'économie dans les années 1990. Cependant, Roman reste un centre industriel important. Elle est notamment le siège d'une grande aciérie du groupe ArcelorMittal et de diverses entreprises : sucreries et chocolateries, céramique et matériel sanitaire, matières plastiques, confection, transformation du bois.

## Transports

### Routes
Roman bénéficie d'une situation privilégiée dans la plaine moldave et elle est au croisement de plusieurs axes importants :
- La route nationale DN2 (Route européenne 85) allant vers Bacău au sud et Suceava au nord.
- La route nationale DN28 (Route européenne 583) se dirigeant vers Târgu Frumos et Iași au nord-est.
- La route nationale DN15D en direction de Vaslui, vers l'est et de Piatra Neamț vers l'ouest.

### Voies ferrées
Roman est située sur l'itinéraire 500 des chemins de fer roumains : Bucarest-Bacău-Roman-Pașcani-Suceava avec embranchement vers Iași.
De Roman part également la ligne qui se dirige vers Vaslui.

## Culture

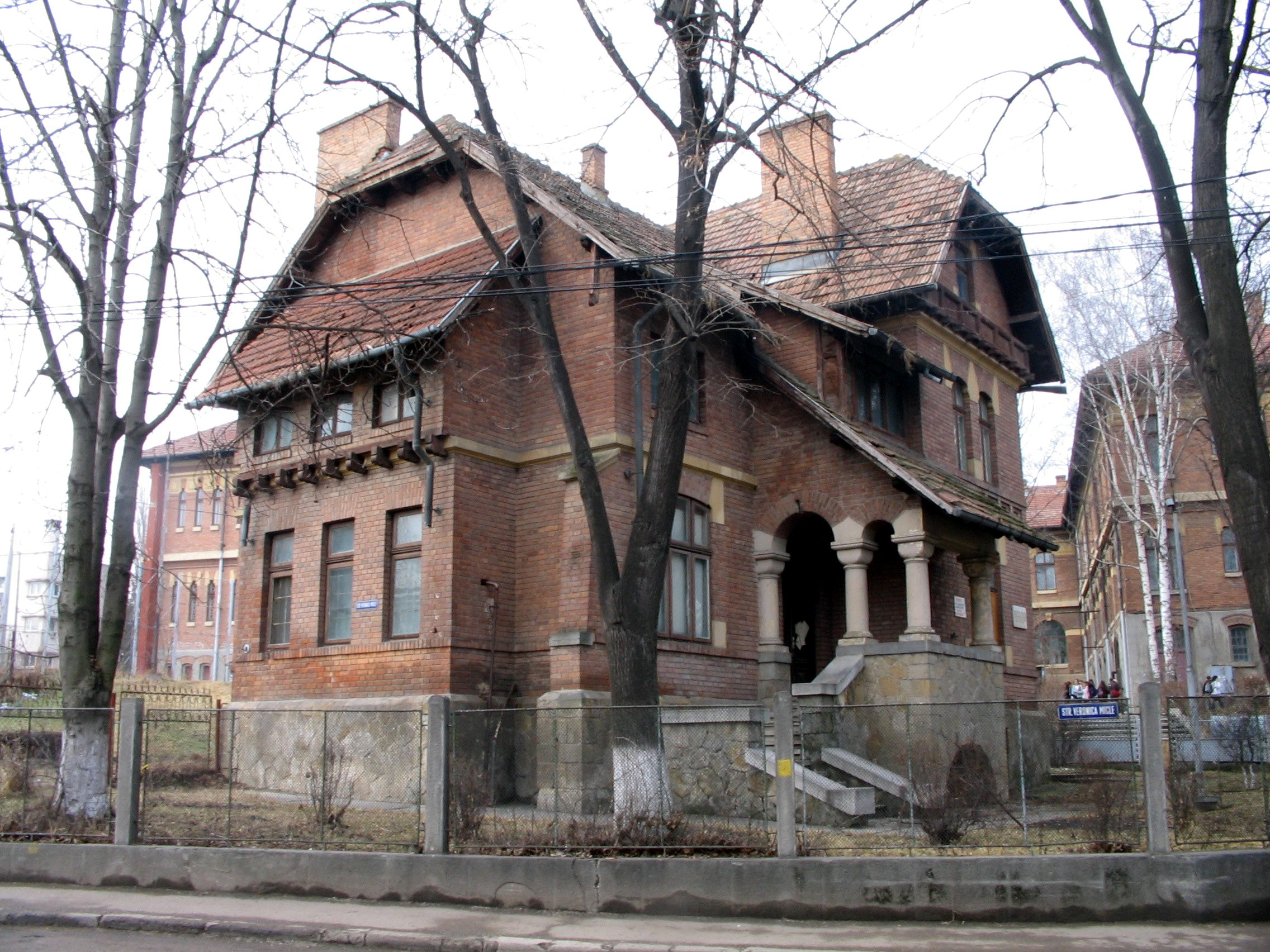
Maison de Calistrat Hogas.

Roman possède plusieurs musées intéressants :
- Le Musée d'Histoire, installé en 1957 dans la Maison Nevruzzi (XIXe siècle) présente des collections archéologiques de l'époque dace et du Moyen Âge.
- Le Musée des Arts, créé en 1970 conserve une collection de tableaux des peintres roumains contemporains.
- Le Museum, créé en 1960, présente la flore et la faune de la vallée du Siret.
- La Maison Calistrat Hogaş abrite un musée très documenté en marge de l'écrivain mais aussi d'autres personnalités culturelles de la ville.

La ville possède une École de Musique qui fut dirigée par Sergiu Celibidache. Depuis 2017, les derniers jours du mois de mai, un hommage est rendu à l'écrivain Max Blecher qui a vécu dans cette ville, dans le cadre du festival international Blecher Fest.

## Tourisme

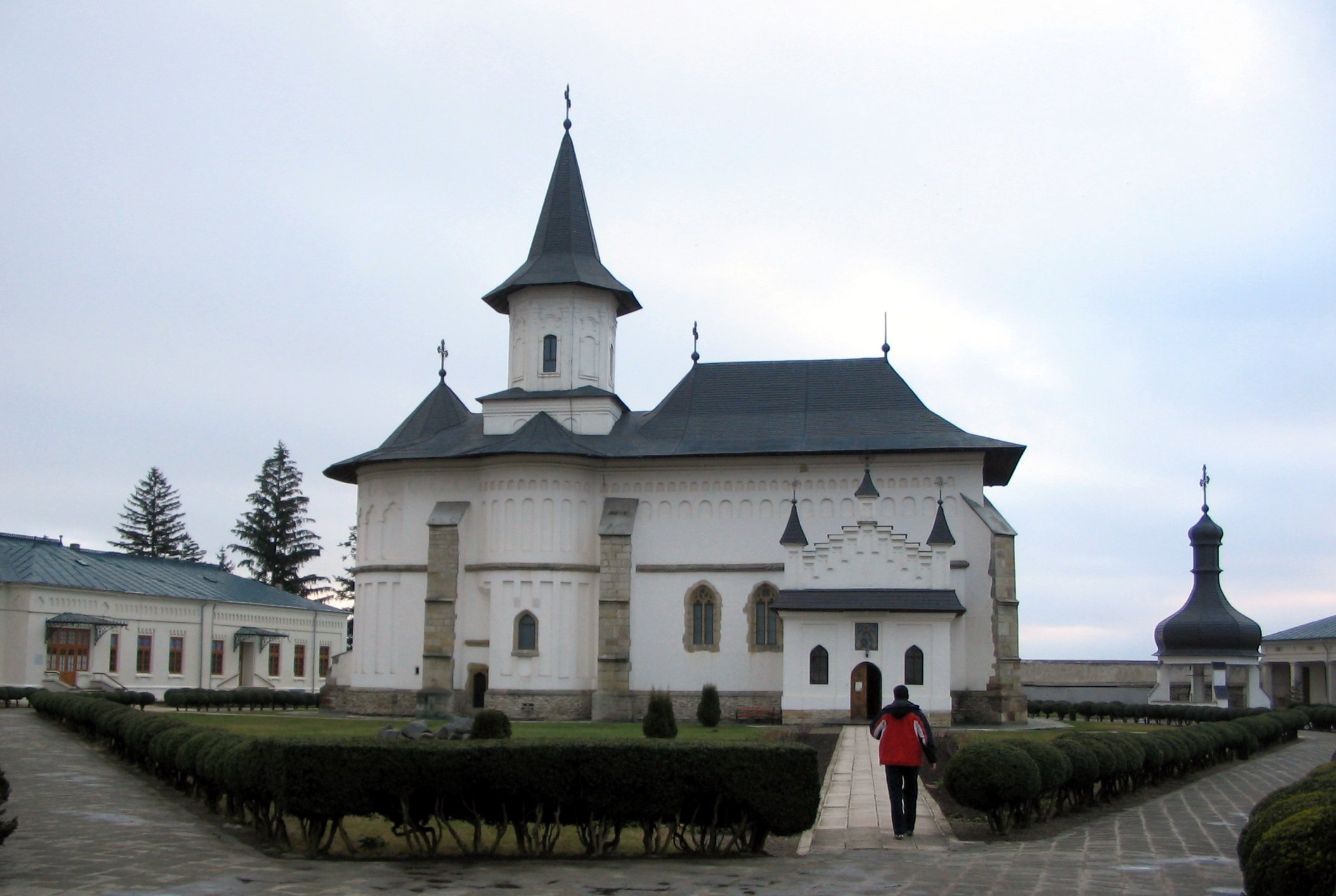
La cathédrale orthodoxe.

Roman dispose d'un patrimoine architectural important, notamment sur le plan religieux.
- Cathédrale orthodoxe de 1408, consacrée à Sainte Parascève.
- Église orthodoxe Precista Mare, construite en 1569.
- Église orthodoxe des Saints Voïvodes (Sfintii Voievozi) du XVIIe siècle.
- Église orthodoxe Precista Mică du XVIIIe siècle.
- Église arménienne du XIVe siècle.
- Église Saint Nicolas (Sf. Nicolae) du XVIIIe siècle.
- Église Saint Georges du XIXe siècle.

On peut aussi visiter les ruines de la "Vieille Citadelle", construite sur les ordres de Petru Ier de Moldavie et surtout les ruines de la "Nouvelle Citadelle", à 5 km à l'est, dans le village de Gâdinți, sur la rive gauche du Siret, bâtie par Étienne le Grand en 1466, détruite en 1675 par Dimitrie Cantacuzino.
Roman possède enfin plusieurs maisons remarquables :
- La maison natale de Sergiu Celibidache.
- La maison Ioachim, bâtie au XIXe siècle par le grand négociant Vasile Ioachim.

## Personnalités de la ville
- Mihail Jora, compositeur roumain, y est né en 1891.
- Otilia Cazimir, poétesse très connue, est née près de Roman, dans le village de Cotu Vameș le 12 février 1894.
- Sergiu Celibidache y est né le 28 juin 1912 et a vécu ses années d'enfance dans la maison qui porte son nom (connue aussi sous le nom de l'école de musique).
- Max Blecher, poète de l'entre-deux-guerres, est mort à Roman à l'âge de 29 ans en 1938.
- Viorica Agarici, directrice de la Croix-Rouge locale pendant la Seconde Guerre mondiale, et l'un des 52 Roumains reconnus Justes parmi les nations. La nuit du 2 juillet 1941, après s'être occupée des blessés de l'armée roumaine sur le front russe, elle décida de venir en aide aux victimes du pogrom de Iași qui se trouvaient dans des wagons. Utilisant sa position, elle demanda et reçut la permission de leur donner à manger et à boire. Son action fut fermement condamnée par la communauté de Roman, et elle fut contrainte de déménager pour Bucarest.
- Michael Cretu, le chef du projet musical Enigma, est né dans un quartier de Roman, le 18 mai 1957.
- Sorin Ovidiu Vântu (en), l'un des Roumains les plus riches (sa fortune est estimée à 460 millions de dollars), a vécu à Roman de sa naissance en 1955 jusqu'en 1990. Il fut un personnage sujet très controversé, l'une de ses affaires étant l'objet d'une plainte pour fraude déposée par une association de 22 000 plaignants.
- Alexandru Zirra (1883-1946), compositeur né à Roman.
- Virgil Gheorghiu (1903-1977), écrivain né à Roman.
- George Radu Melidon (1831-1897), écrivain né et mort à Roman.

## Jumelages
- Terranova da Sibari (Italie) depuis 2002
- Dilidjan (Arménie) depuis 2012[5]